# Stazione di Frugarolo-Boscomarengo
Stazione di Frugarolo-Boscomarengo vasútállomás Olaszországban, Frugarolo településen.

## Vasútvonalak
Az állomást az alábbi vasútvonalak érintik:
- Torino–Genova-vasútvonal

## Kapcsolódó állomások
A vasútállomáshoz az alábbi állomások vannak a legközelebb:
- Stazione di Alessandria
- Donna railway stop